# När du tar mig i din famn (musikalbum)
När du tar mig i din famn är ett samlingsalbum av sångerskan Lotta Engberg, släppt 21 november 2007 .

## Låtlista
1. Fyra Bugg & en Coca Cola
2. Åh vad jag älskade dig just då
3. Tjejer & snubbar kärringar & gubbar
4. Kan man gifta sig i jeans?
5. Någon
6. Fernando
7. Kärlek gör mig tokig
8. Våra nya vingar
9. Det finns ingenting att hämta (Blame it on the Bossa Nova)
10. Leva livet (It's My Party)
11. När du tar mig i din famn
12. Put Your Head on My Shoulder
13. Vilken härlig dag